# Llista de túnels de les Illes Fèroe

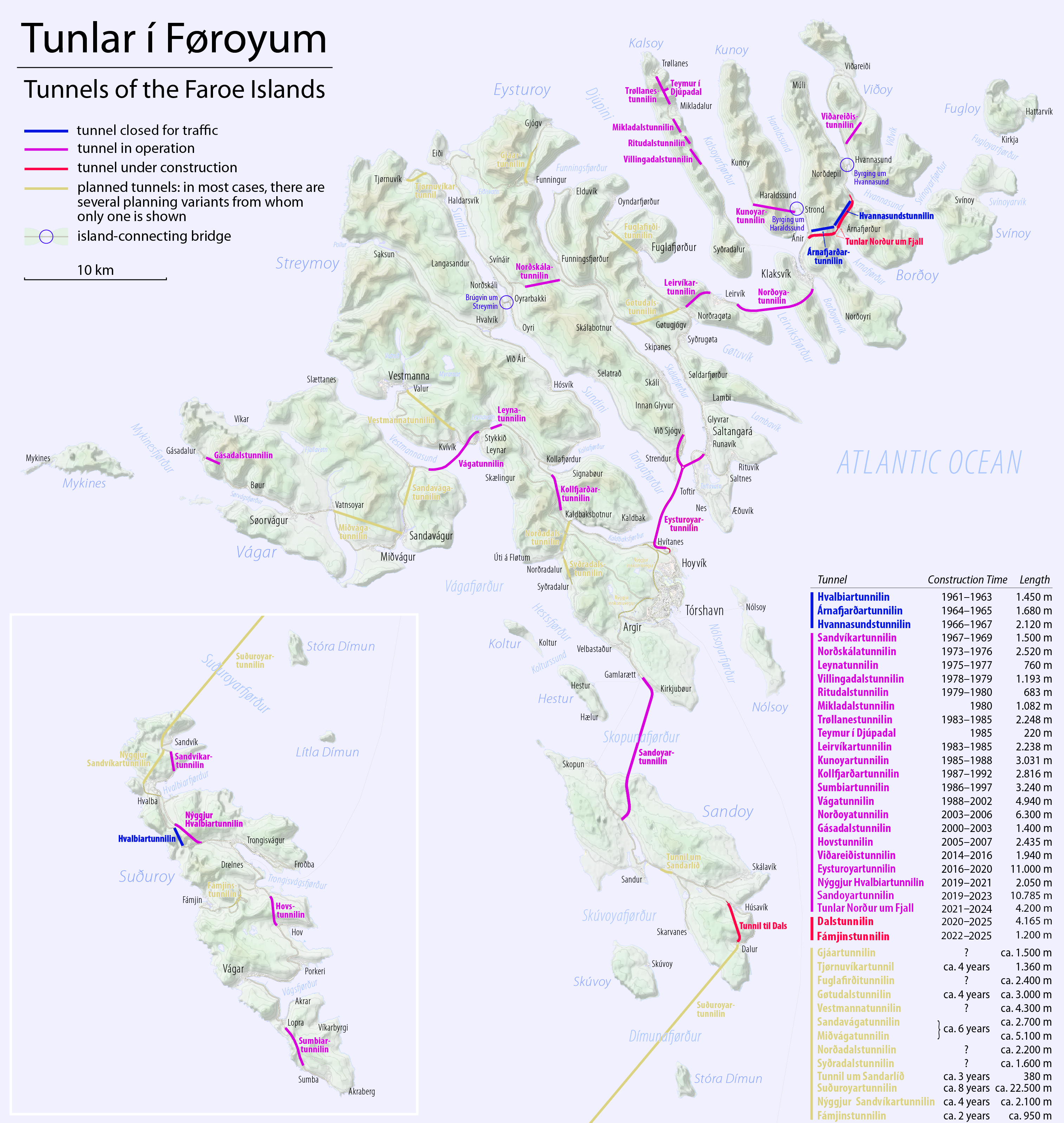
Mapa amb els túnels i ponts de les Illes Fèroe.

La següent llista mostra tots els túnels existents a les illes Fèroe. Actualment hi ha un total de 21 túnels en funcionament, tres dels quals (Vágatunnilin, Norðoyatunnilin i Eysturoyartunnilin) son submarins.
Els ponts i túnels són una part important en la xarxa de transport i comunicació de les illes. Tot i que els primers túnels que s'hi van construir eren tots de muntanya, d'un sol carril, sense ventilació i sense il·luminació, els ambiciosos túnels submarins actuals s'estan projectant amb totes les avantguardes. L'objectiu de l'activitat constructora constant des de fa més de 50 anys no és només la connexió de les àrees metropolitanes, sinó també protegir els petits pobles de la despoblació. En aquest últim cas, molts d'aquests pobles segueixen disposant de túnels de via única, com és el cas de Gásadalur, a l'illa de Vágar, o Trøllanes, a l'illa de Kalsoy.
A les Illes Fèroe hi viuen al voltant de 50.000 persones. La xarxa viària de les illes té uns 500 quilòmetres de carreteres nacionals, que cobreixen una superfície total de 1400 quilòmetres quadrats. El biltúrur (recorregut amb cotxe) és un activitat habitual per a molts illencs.
El túnel més llarg és el túnel submarí d'Eysturoyartunnilin d'11 km, que connecta Tórshavn amb l'illa d'Eysturoy; va ser inaugurat el 19 d desembre de 2020 i va escurçar la distància de Tórshavn a Runavík/Strendur de 55 a 17 quilòmetres, i els 64 minuts en cotxe que es trigaven es van retallar a 16 minuts. El viatje de Tórshavn a Klaksvík es va reduir de 68 minuts a 36.
En feroès "túnel" es diu tunnil o berghol (forat a la roca).

## Túnels actius

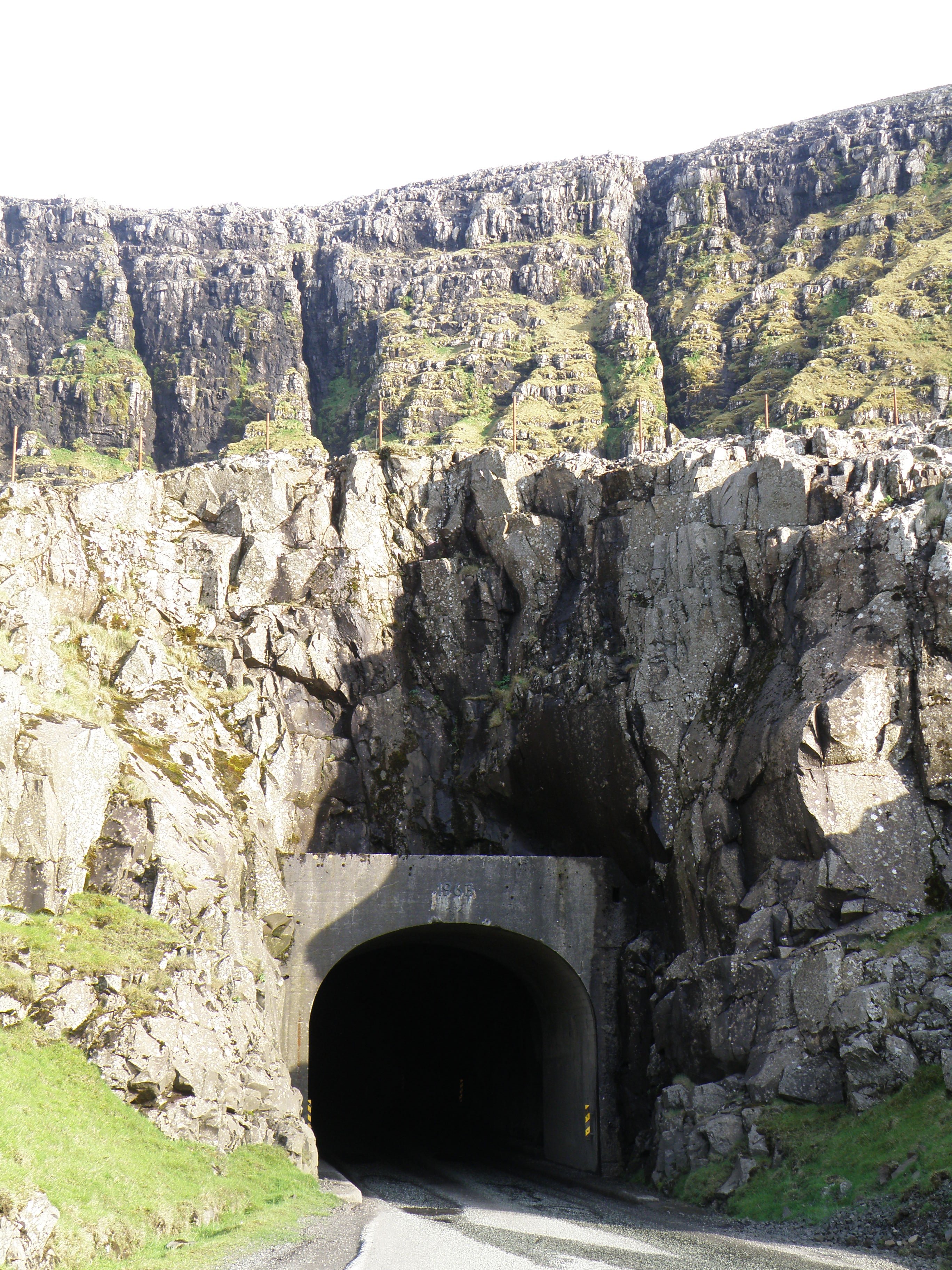
Hvalbiartunnilin.

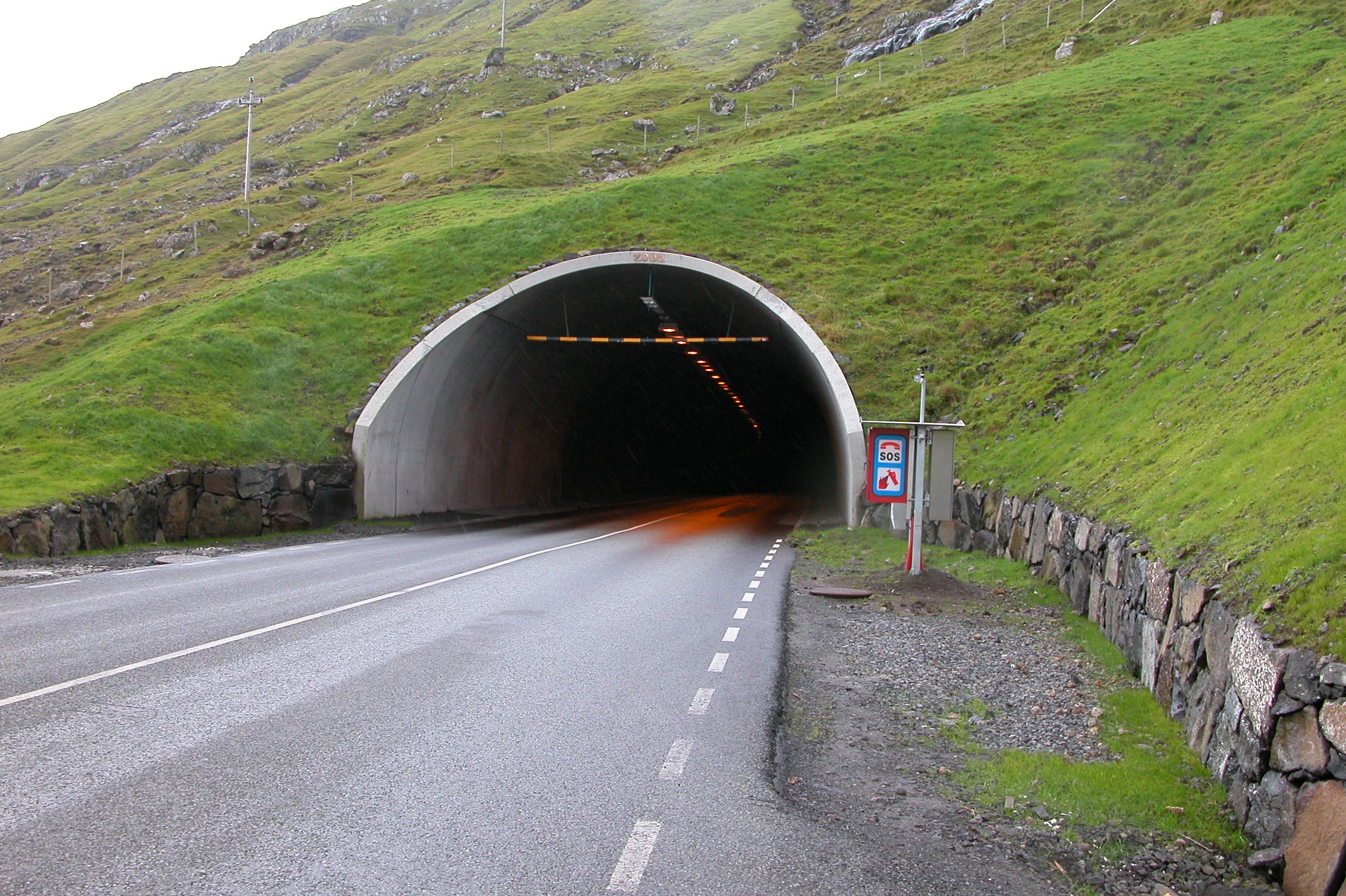
Vágatunnilin.

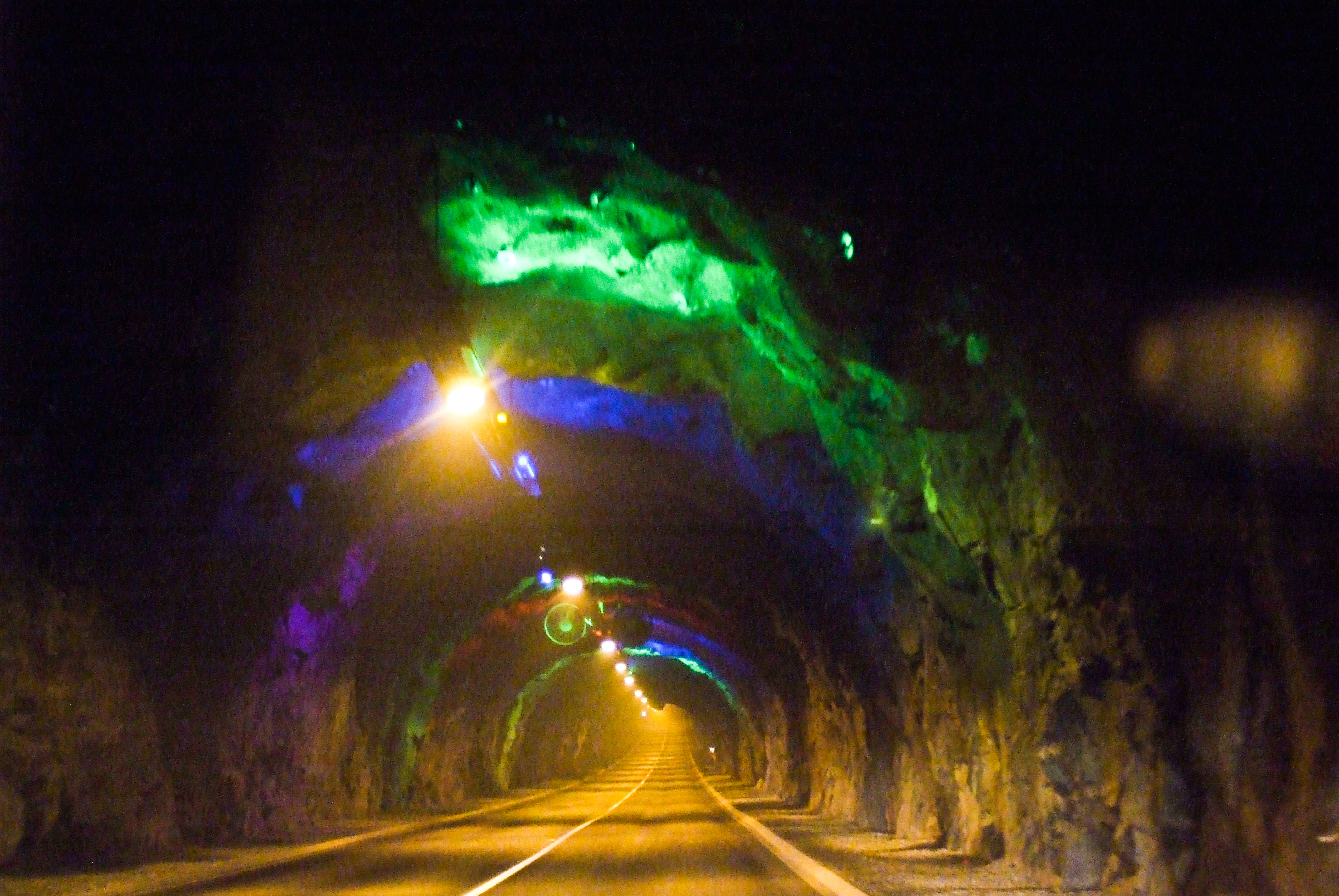
Norðoyatunnilin.

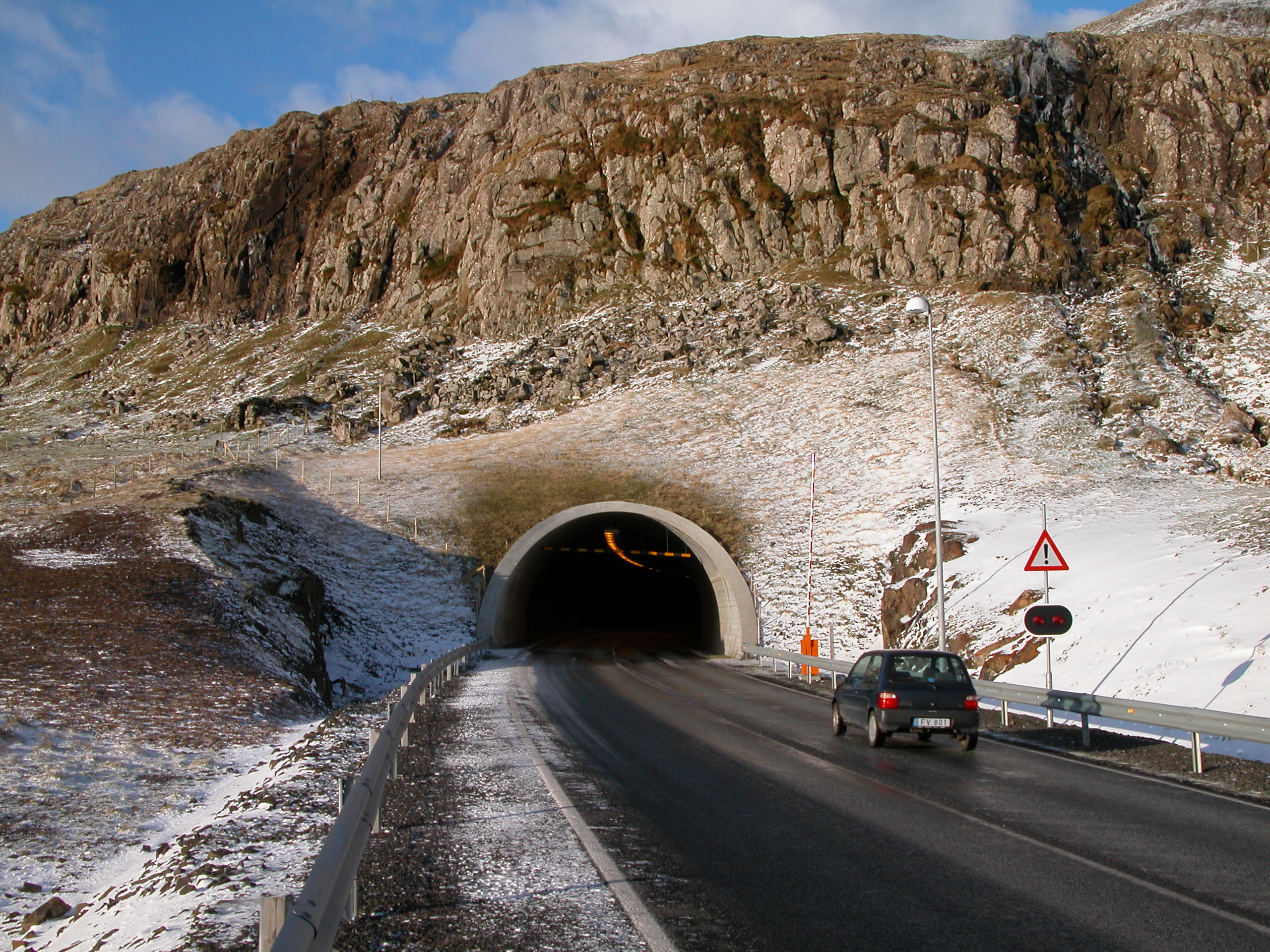
Hovstunnilin.

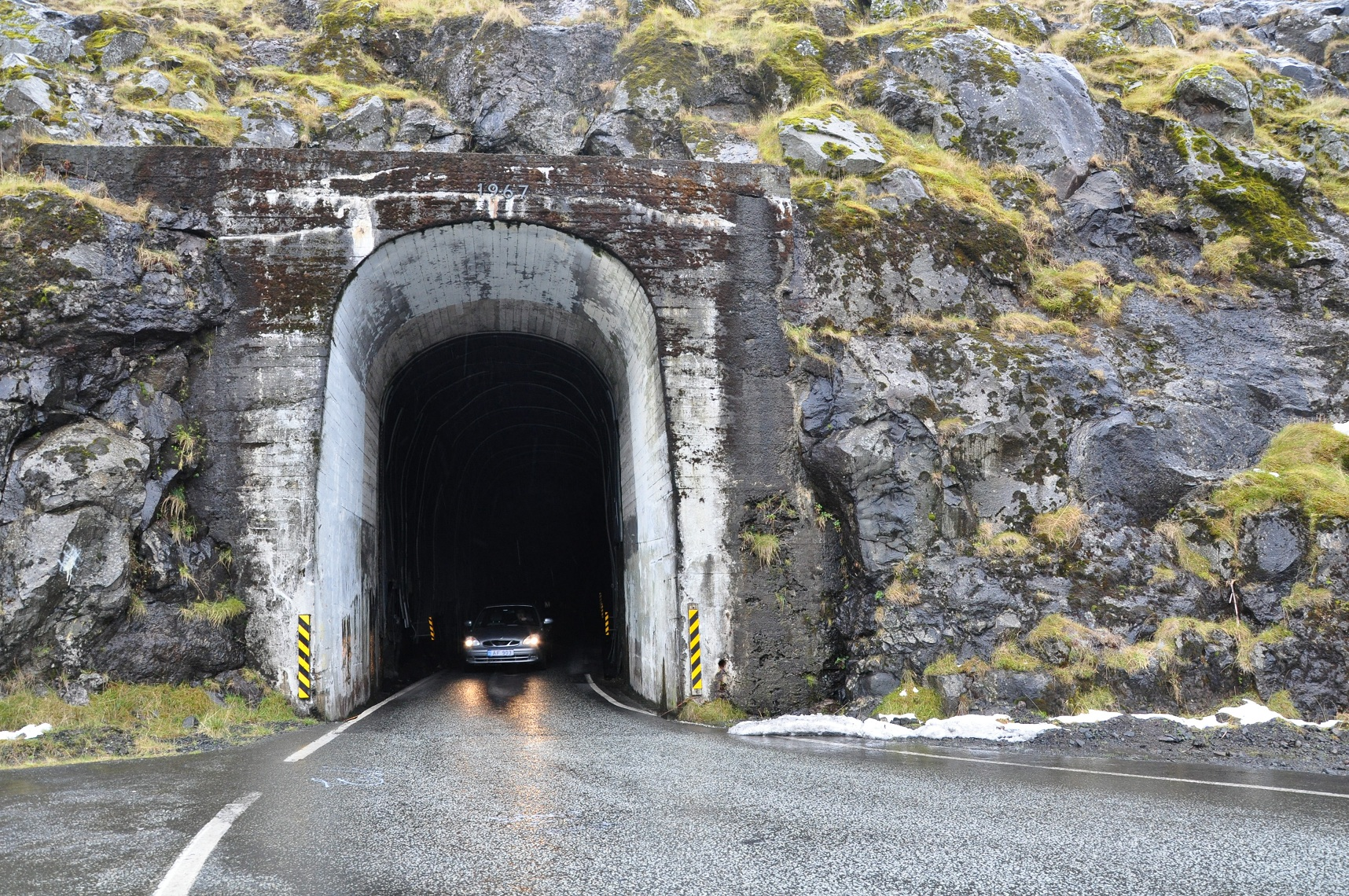
Hvannasundstunnilin.

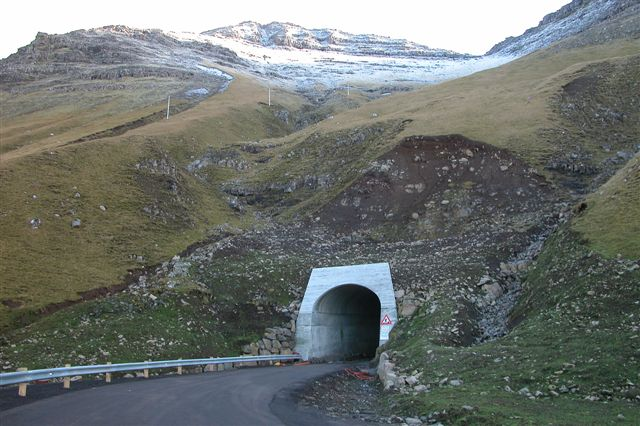
Gásadalstunnilin.

Actualment hi ha 21 túnels en funcionament a les Illes Fèroe, 3 dels quals són submarins. Només els tres túnels submarins són de peatge.
| Túnel                 | Any       | Llargada m | Carrils | Illa                | Enllaç                                                  | Peatge |
| --------------------- | --------- | ---------- | ------- | ------------------- | ------------------------------------------------------- | ------ |
| Hvalbiartunnilin      | 1963 2021 | 2500       | 2       | Suðuroy             | Hvalba - Trongisvágur                                   | NO     |
| Árnafjarðartunnilin   | 1965      | 1680       | 1       | Borðoy              | Ánirnar, Klaksvík - Árnafjørður                         | NO     |
| Hvannasundstunnilin   | 1967      | 2120       | 1       | Borðoy              | Árnafjørður - Hvannasund/Norðdepil                      | NO     |
| Sandvíkartunnilin     | 1969      | 1500       | 1       | Suðuroy             | Sandvík - Hvalba                                        | NO     |
| Norðskálatunnilin     | 1976      | 2520       | 2       | Eysturoy            | Norðskáli amb la vall Millum Fjarða                     | NO     |
| Leynartunnilin        | 1977      | 760        | 2       | Streymoy            | Leynar amb la vall de Kollfjarðardalur                  | NO     |
| Villingardalstunnilin | 1979      | 1193       | 1       | Kalsoy              | Trøllanes, Mikladalur i Húsar amb la vall de Djúpidalur | NO     |
| Ritudalstunnilin      | 1980      | 683        | 1       | Kalsoy              | Trøllanes, Mikladalur i Húsar amb la vall de Djúpidalur | NO     |
| Mikladalstunnilin     | 1980      | 1082       | 1       | Kalsoy              | Trøllanes, Mikladalur i Húsar amb la vall de Djúpidalur | NO     |
| Trøllanestunnilin     | 1985      | 2248       | 1       | Kalsoy              | Trøllanes, Mikladalur i Húsar amb la vall de Djúpidalur | NO     |
| Teymur í Djúpadal     | 1985      | 220        | 1       | Kalsoy              | Trøllanes, Mikladalur i Húsar amb la vall de Djúpidalur | NO     |
| Leirvíkartunnilin     | 1985      | 2238       | 2       | Eysturoy            | Leirvík - Gøta                                          | NO     |
| Kunoyartunnilin       | 1988      | 3031       | 1       | Kunoy               | Kunoy - Haraldssund                                     | NO     |
| Kollfjarðartunnilin   | 1992      | 2816       | 2       | Streymoy            | Kollafjørður - Kaldbaksbotnur                           | NO     |
| Sumbiartunnilin       | 1997      | 3240       | 1       | Suðuroy             | Sumba - Lopra                                           | NO     |
| Vágatunnilin          | 2002      | 4940       | 2       | Streymoy - Vágar    | Leynar - Fútaklett                                      | SÍ     |
| Gásadalstunnilin      | 2005      | 1410       | 1       | Vágar               | Gásadalur - Bøur                                        | NO     |
| Norðoyatunnilin       | 2006      | 6300       | 2       | Eysturoy - Borðoy   | Klaksvík - Leirvík                                      | SÍ     |
| Hovstunnilin          | 2007      | 2435       | 1       | Suðuroy             | Ørðavík - Hov                                           | NO     |
| Viðareiðistunnilin    | 2016      | 1939       | 2       | Viðoy               | Viðareiði - Hvannasund                                  | NO     |
| Eysturoyartunnilin    | 2020      | 11.200     | 2       | Streymoy - Eysturoy | Tórshavn, per Hvítanes - Runavík, per Strendur o Rókin  | SÍ     |

## Túnels en construcció
Està projectada la construcció de fins a 18 túnels més a les Illes Fèroe, algun dels quals ja se n'han començat les obres, com és el cas del Nýggjur Hvalbiartunnilin, a l'illa de Suðuroy.
El Suðuroyartunnilin s'ha de convertir, amb els seus més de 25 quilòmetres de longitud, en el túnel més llarg de les Illes Fèroe. Connectarà les illes de Sandoy i Suðuroy i es creu que les obres no finalitzaran fins al 2030.
| Túnel             | Any              | Llargada m | Illes             | Enllaç                                            |
| ----------------- | ---------------- | ---------- | ----------------- | ------------------------------------------------- |
| Sandoyartunnilin  | Inici obres 2018 | 10.600     | Streymoy - Sandoy | Tórshavn, per Gamlarætt - Sandur, per Traðardalur |
| Suðuroyartunnilin | 2030             | 26.200     | Sandoy - Suðuroy  | Húsavík i Dalur- Sandvík                          |
| Gjáartunnilin     |                  | 2000       | Eysturoy          | Gjógv - Funningur                                 |
| Fámjinstunnilin   |                  | 780        | Suðuroy           | Fámjin - Ørðavík                                  |

## Ponts

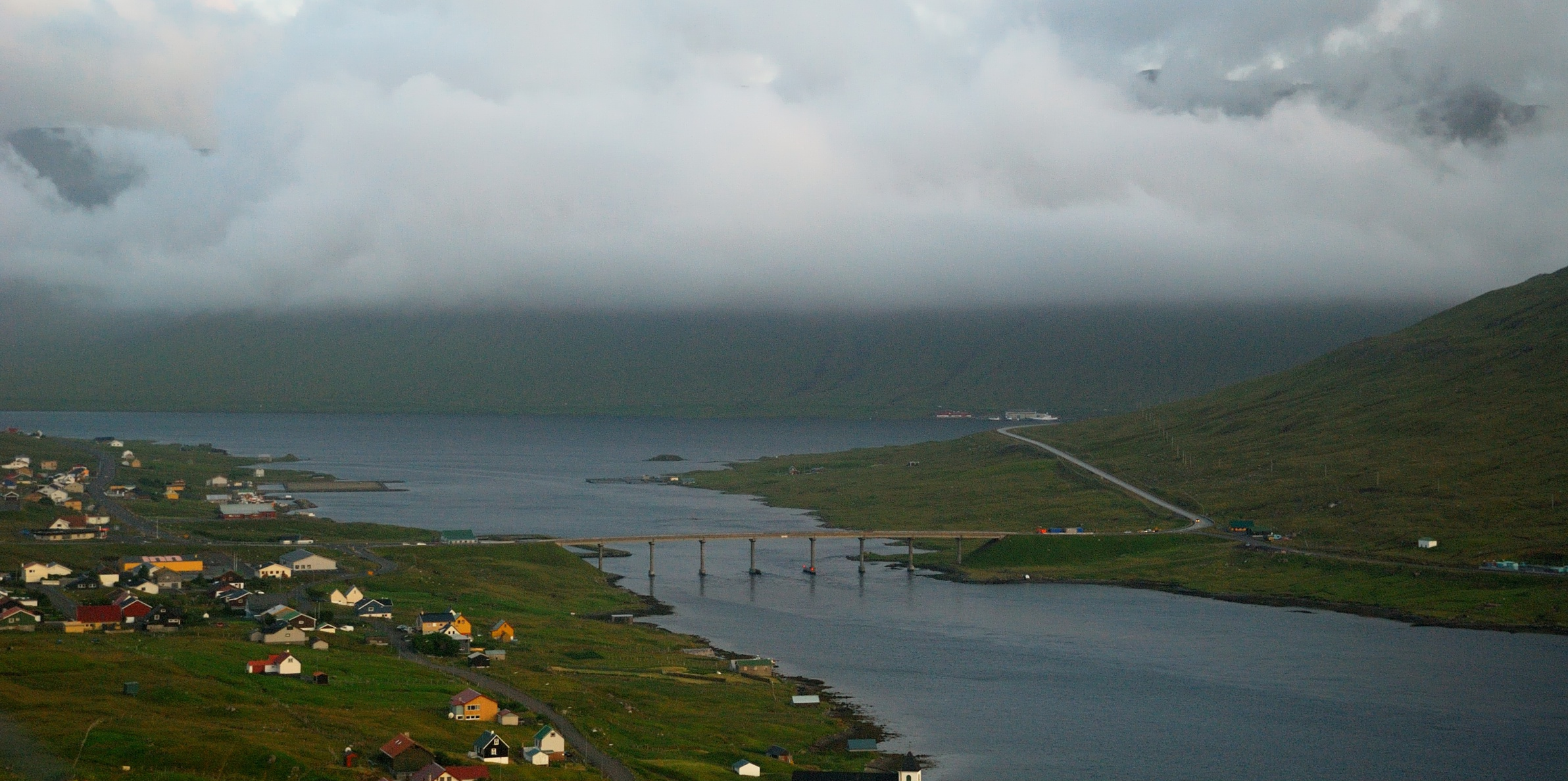
Brúgvin um Streymin.

Actualment hi ha tres ponts en funcionament que connecten 5 illes diferents. Els ponts es troben a la part més estreta dels fiords que separen les illes.
| Pont                   | Any  | Llargada m | Illes               | Enllaç                          |
| ---------------------- | ---- | ---------- | ------------------- | ------------------------------- |
| Byrging um Hvannasund  | 1975 | 220        | Borðoy - Viðoy      | Hvannasund - Norðdepil          |
| Byrging um Haraldssund | 1986 | 350        | Borðoy - Kunoy      | Haraldssund - Strond            |
| Brúgvin um Streymin    | 1973 | 220        | Streymoy - Eysturoy | Oyrarbakki i Norðskáli - Nesvík |